# Eridolius taigensis
Eridolius taigensis là một loài tò vò trong họ Ichneumonidae.